# Herendi Mária
Herendi Mária (Budapest, 1930. január 12. –) magyar színésznő.

## Életpályája
A Zrínyi Ilona Leánygimnáziumban érettségizett 1949-ben. Makay Margitnál folytatott színitanulmányokat. Erről így emlékezett: 

„…jelentkeztem a Színművészeti Főiskolára. Akkoriban háromlépcsős volt a felvételi: az első megfelelés esetén három nap bentlakásos, ahol szemináriumok és (most már tudom) „emberi megfigyelések” folytak. Harmadik lépcső: írásbeli, politikai-ideológiai kérdésekre. Ezen a megmérettetésen estem ki „túl polgári” megbélyegzéssel. Elkeseredésemben kiskaput kerestem, így jutottam Makay Margit művésznőhöz, aki meghallgatott, és elvállalt ingyen növendékének (ő akkor szintén a „nemkívánatosak” között volt). Hálás vagyok a tőle tanultakért, főleg a szép magyar beszédért!…Különböző „társadalmi” fellépések révén bekerültem statisztálni az Ifjúsági Színházba. Ott indult akkor a főiskola „távoktatása”, a Stúdió. Itt folytattam tanulmányaimat. (Tanárok többek között Vámos László, Bánki Zsuzsa, Ilosvay Katalin, Apáthi Imre és mások.) Sikeres év égi vizsga után segédszínészi szerződést kaptam. Itt, az Ifjúsági Színházban ismertem meg férjemet, Garics Jánost, akit a főiskola elvégzése után a Kecskeméti Színházba szerződtettek… Természetesen vele tartottam. A Stúdió utolsó évét és vizsgáját már ott végeztem. Elégtétel, hogy diplomámat azok írták alá, akik annak idején nem vettek fel a főiskolára. Vizsgám már „színházi előadás” volt. Schiller: Ármány és szerelem (Lujza). Színésszé léptettek elő, és következtek a jobbnál jobb szerepek.”

1954-ben kapott színészi diplomát a  Színház- és Filmművészeti Főiskolán, tanulmányait távoktatás keretében végezte 1951-től az Ifjúsági Színház stúdiójában. 1953-tól a kecskeméti Katona József Színháznál volt szerződése. 1957-től a Honvéd Művészegyüttes tagja lett. 1958-ban fellépett az Irodalmi Színpadon is. 1960-tól az Állami Déryné Színház utazó társulatával járta az országot. 1966 és 1985 között a győri Kisfaludy Színház színésznője volt. 1972 őszétől egy  évadra, akkori férjével Patassy Tiborral, a Veszprémi Petőfi Színházhoz szerződtek.
1999-ben nyilatkozta:

„Most festőművész férjemmel élek, a szép emlékeim, aranyos cicáim, kedves virágaim, otthonom, a nyári kertem teljesen kitöltik napjaimat.”

## Fontosabb színházi szerepei

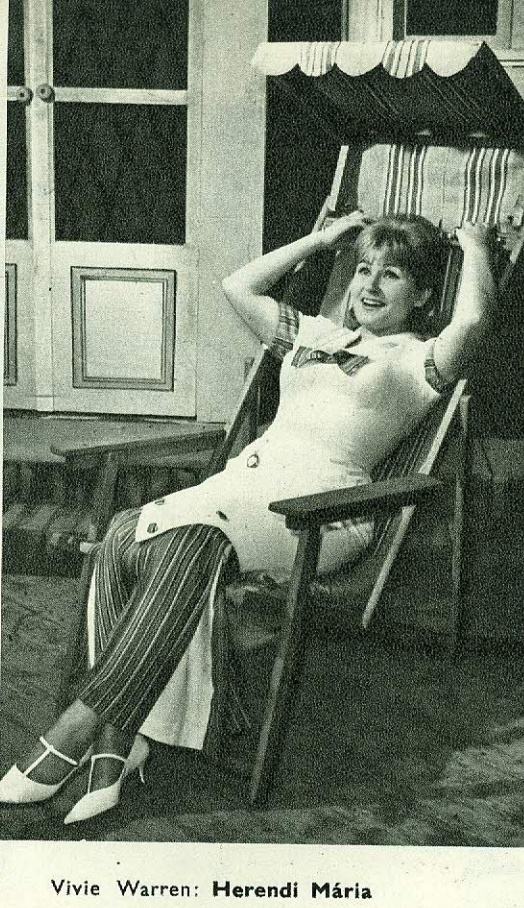
Vivie szerepében a Warrenné mestersége című előadásban (Állami Déryné Színház)

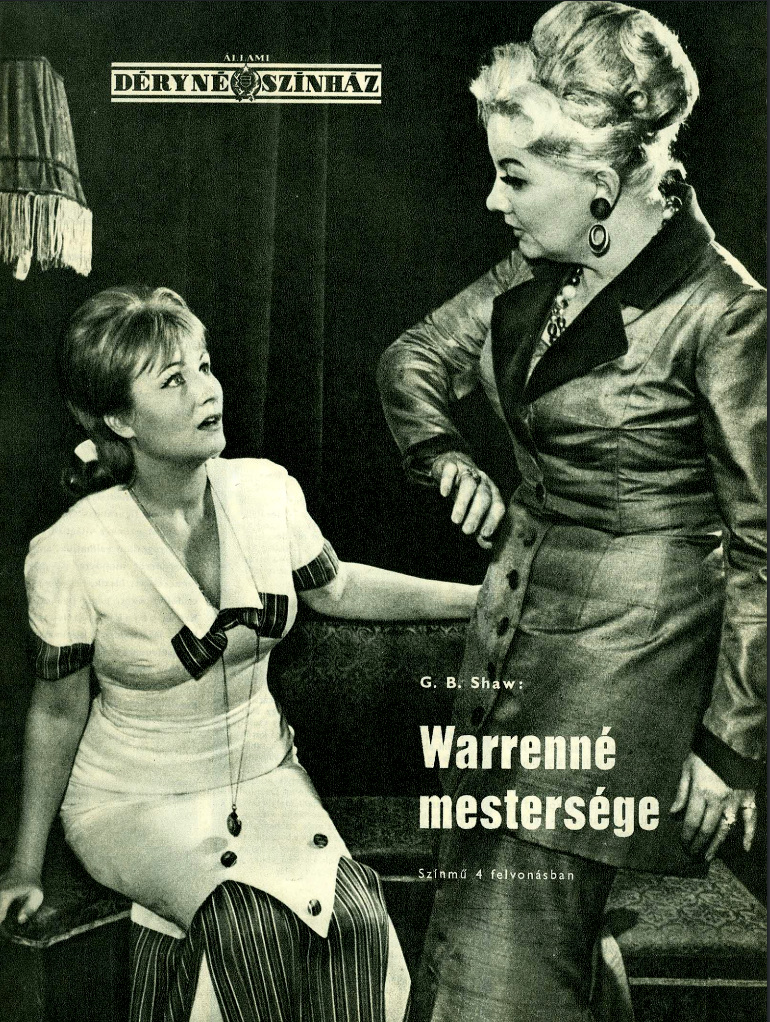
Herendi Mária (Vivie) és Czéh Gitta (Warrenné)

- William Shakespeare: Hamlet... Ophélia
- Molière: Furfangos fickó... Zerbinette
- Molière: Az úrhatnám polgár... Jourdainné
- Eugène Scribe: Egy pohár víz... Abigail
- Friedrich Schiller: Ármány és szerelem... Lujza
- Romain Rolland: A szerelem és halál játéka... Sophie
- George Bernard Shaw: Warrenné mestersége... Vivie
- Federico García Lorca:: A csodálatos vargáné... Rosaria
- Anton Pavlovics Csehov: Ványa bácsi... Vojnyickaja, Marija Vasziljevna
- Makszim Gorkij: Vássza Zseleznova... Anna, Vássza titkárnője
- Mark Twain: Koldus és királyfi... Edward királyfi
- Dario Niccodemi: Tacskó... Tacskó
- Peter Ustinov: Célfotó... Stella
- Mona Brand: Hamilton csalán... Helen
- Ariano Suassuna: A kutya testamentuma... Miasszonyunk
- Pavel Kohout: Ilyen nagy szerelem... Lida
- Csokonai Vitéz Mihály: Karnyóné és a szeleburdiak... Boris
- Csiky Gergely: A nagymama... Tímár Karolin
- Jókai Mór: Aranyember... Noémi
- Jókai Mór: A kőszívű ember fiai... Liedenwall Edit
- Bródy Sándor: A tanítónő... Tóth Flóra
- Móricz Zsigmond: Nem élhetek muzsikaszó nélkül... Pólika; Pepi néni
- Móricz Zsigmond: Pillangó... Hitves Zsuzsika
- Móricz Zsigmond: Kerek Ferkó... Anna
- Molnár Ferenc: Olympia... Olympia
- Barta Lajos: Szerelem... Szalayné
- Tamási Áron: Énekes madár... Gondos Eszter, vénlány
- Kertész Ákos: Névnap... Ilona, Víg felesége
- Tabi László: Családi dráma... Vera, Csobáncz felesége
- Csizmarek Mátyás: Bútorozott szoba kiadó... Eszter
- Csizmarek Mátyás: Bújócska...Teri
- Darvas József: Hajnali tűz... Marika
- Szakonyi Károly: Adáshiba... Vanda
- Csurka István: Eredeti helyszín... Második örömanya
- Fényes Szabolcs: Maya... Madelaine
- Carlo Collodi – Litvai Nelli: Pinokkió... Táltos tücsök

## Filmes szerepei
- Csillagok változása (1976)